# Steyermarkiella anomalodictya
Steyermarkiella anomalodictya là một loài rêu trong họ Dicranaceae. Loài này được H. Rob. mô tả khoa học đầu tiên năm 1965.